# Димитър Върбанов
 Тази статия е за инженера.  За журналиста вижте Димитър Върбанов (журналист).  
Димитър Цветков Върбанов е български строителен инженер и учен.
Той е роден в Елхово през 1901 г. Завършва строително инженерство в Гентския университет в Белгия през 1932 г.
След завръщането си в България работи в Министерството на обществените сгради, пътищата и благоустройството в София, Горна Джумая (днес Благоевград) и Пловдив.
През 1940-те години оглавява Катедрата по водоснабдяване и канализация във Варненския университет, а през 1948 г. става негов ректор. От 1951 г. е ръководител на Катедрата по водоснабдяване и канализация в Държавната политехника „Сталин“ в София, на 2 пъти (1952-1955 и 1959-1962) е декан на Хидротехническия факултет.
Умира през 1999 г.